# 5부 (니까야)
5부(五部) 또는 다섯 니까야(Pañca Nikāya)는 팔리 경장(숫따 삐따까)을 구성하는 다섯 묶음의 경전을 말한다.
쿳다까 니까야(소부)를 제외한 4부 니까야는 《아함경》으로 한역(漢譯)되었다. 다섯 니까야와 4 아함경은 구성에 차이가 있다. 둘을 합쳐 5부4아함(五部四阿含)으로 부르기도 한다.

## 구성
1. 디가 니까야(Dīgha Nikāya, 長部)
2. 맛지마 니까야(Majjhima Nikāya, 中部)
3. 상윳따 니까야(Saṃyutta Nikāya, 相應部)
4. 앙굿따라 니까야(Aṅguttara Nikāya, 增支部)
5. 쿳다까 니까야(Khuddaka Nikāya, 小部)

## 한역본
4 니까야와 4 아함경은 서로 상응하나, 완전히 일치하는 것은 아니다.
| 니까야                            | 아함경             |
| --------------------------------- | ------------------ |
| 디가 니까야(Dīgha Nikāya)         | 장아함(長阿含)     |
| 맛지마 니까야(Majjhima Nikāya)    | 중아함(中阿含)     |
| 상윳따 니까야(Saṃyutta Nikāya)    | 잡아함(雜阿含)     |
| 앙굿따라 니까야(Aṅguttara Nikāya) | 증일아함(增一阿含) |